# Spyker C8 Aileron
De Spyker C8 Aileron is een luxe tweedeurssportwagen, gemaakt door Spyker Automobielen N.V.. Het model werd op de Autosalon van Genève 2008 geïntroduceerd.
De auto is de opvolger van de C8 Laviolette LWB. De vorige generatie C8-Spykers waren gebaseerd op de vliegtuig- en racehistorie van het merk. In de vliegtuigindustrie werd de propellormoter vervangen door de turbinemotor. In het design van de Spyker C8 Aileron is ook gekozen om details te laten verwijzen naar de turbinemotor. Er zijn ook nieuwe technieken als LED-verlichting en een af-fabriek-audiosysteem toegevoegd.
Huidige modellen:
C8 · C8 Aileron · C8 Laviolette · C8 Preliator · 
C12 ·
MF1 M16 ·
D8 Peking-To-Paris ·
D12 Peking-To-Paris ·
Spyker F8-VII
Toekomstige modellen:
E8 ·
E12